# Jimmy Björndahl
Jimmy Björndahl, född 12 april 1981 i Karlskoga, är en svensk röstskådespelare. Han har dubbat svenska versioner av tecknade filmer.

## Rollista dubbning
- Peter Pan (omdubbning från 1992)[2] –  Mikael
- Luftens hjältar[2] – Ville Virvel
- Filmen om Nalle Puh – Lilla Ru (omdubbning från 1992)
- Babar (TV-serie)[3] – Alexander